# Zeche Gilles Antoine
Die Zeche Gilles Antoine ist ein ehemaliges Steinkohlenbergwerk in Essen-Kupferdreh. Das Bergwerk ist aus dem Vorgängerbetrieb Zeche Beisenkamp entstanden.

## Geschichte

### Das Vorgängerbergwerk
Die Zeche Beisenkamp, auch Zeche Beisekamp genannt, war bereits seit 1802 in Betrieb. Im ersten Jahr wurden 25 Ringel Steinkohle am Tag gefördert. Ab 1804 wurde das Bergwerk in Fristen gesetzt. Ab 1832 war das Bergwerk wieder in Betrieb. Mit zehn Bergleuten wurde ein Stollen vorgetrieben und mit dem Abbau begonnen. Im Jahr 1836 wurden 4.656 7/8 preußische Tonnen Kohle gefördert. Im Jahr 1840 stieg die Förderung auf 9.087 3/4 preußische Tonnen. Im Jahr 1846 wurden nur noch 1.169 Scheffel, das sind 64,3 Tonnen, Steinkohle gefördert. Ab dem 1. November desselben Jahres wurde das Bergwerk in Fristen erhalten. 1851 wurde die Zeche Beisenkamp stillgelegt.

### Die weiteren Jahre als Gilles Antoine
Am 21. Februar 1853 erfolgte die Verleihung des Geviertfeldes. 1859 erfolgte die Lösung zunächst durch den Prinz-Friedrich-Stollenquerschlag, anschließend wurde die weitere Auffahrung des Feldes von Gilles Antoine aus durchgeführt. Im Jahr 1872 war der erste Förderschacht, der Schacht Gilles Antoine, in Betrieb. Im Jahr 1876 wurde der Förderschacht bis zur Stollensohle der Zeche Prinz Friedrich tiefer geteuft. Im Jahr 1880 wurde damit begonnen, unter der Prinz Friedrich Stollensohle Unterwerksbau zu betreiben. Außerdem wurde ein Feld durch einen Stollen von Prinz Heinrich aus querschlägig gelöst. Im Jahr 1881 wurde eine Kohlenbahn zum Bahnhof Kupferdreh erstellt. Die Bahn verlief durch den Engelssiepen. Im Jahr 1887 erfolgte zunächst die Betriebseinstellung, im darauffolgenden Jahr wurde die Zeche stillgelegt. Im Jahr 1891 wurde die Berechtsame durch die Zeche Prinz Friedrich erworben. Der Schacht Gilles Antoine wurde Förderschacht der Zeche Prinz Friedrich sowohl für den Stollenbau als auch für den Tiefbau. Im Jahr 1901 wurde die Kuxenmehrheit, die sich in der Hand der Anteilseigner der Zeche Prinz Friedrich befand, von den Anteilseignern der Zeche Altendorf Tiefbau erworben.

## Förderung und Belegschaft
Die ersten Förderzahlen stammen aus dem Jahr 1867, es wurden elf Tonnen Steinkohle abgebaut. 1870 wurden mit neun Bergleuten 821 Tonnen Steinkohle gefördert. Im Jahr 1875 wurde mit 55 Mitarbeitern die maximale Förderung erbracht, sie lag bei 14.384 Tonnen. Im Jahr 1878 wurden mit 15 Beschäftigten 3.746 Tonnen gefördert. Im Jahr 1881 stieg die Förderung auf 5.855 Tonnen, die Förderung wurde mit 24 Bergleuten erbracht. Die letzten Zahlen stammen aus dem Jahr 1885, mit 25 Mitarbeiter wurden 2.765 Tonnen Steinkohle gefördert.